# Praemium Imperiale
Praemium Imperiale, Världspriset till minne av hans höghet prins Takamatsu, är ett japanskt kulturpris, som instiftades 1988 av den japanska mediakoncernen Fujisankei Communications Group.
Praemium Imperiale utdelas till minne av prins Takamatsu (1905–1987), som var yngre bror till Shōwakejsaren (det postuma namnet för kejsar Hirohito). Det är avsett att vara en motsvarighet till Nobelpriset i litteratur för konstarterna måleri, skulptur, arkitektur, musik och film/teater. Det administreras av Japan Art Association.
Pristagarna får en guldmedalj och ett pris på 15 miljoner yen, cirka en miljon kronor. Prisutdelningen sker i Meiji Memorial Hall i Meiji jingū i Tokyo i närvaro av prins Hitachi och prinsessan Hitako.

## Pristagare
| År   | Måleri                              | Skulptur                        | Arkitektur                       | Musik                           | Film/teater                     |
| ---- | ----------------------------------- | ------------------------------- | -------------------------------- | ------------------------------- | ------------------------------- |
| 1989 | Willem de Kooning och David Hockney | Umberto Mastroianni             | I.M. Pei                         | Pierre Boulez                   | Marcel Carné                    |
| 1990 | Antoni Tàpies                       | Arnaldo Pomodoro                | James Stirling                   | Leonard Bernstein               | Federico Fellini                |
| 1991 | Balthus                             | Eduardo Chillida                | Gae Aulenti                      | György Ligeti                   | Ingmar Bergman                  |
| 1992 | Pierre Soulages                     | Anthony Caro                    | Frank Gehry                      | Alfred Schnittke                | Akira Kurosawa                  |
| 1993 | Jasper Johns                        | Max Bill                        | Kenzo Tange                      | Mstislav Rostropovitj           | Maurice Béjart                  |
| 1994 | Zao Wou-ki                          | Richard Serra                   | Charles Correa                   | Henri Dutilleux                 | John Gielgud                    |
| 1995 | Roberto Matta                       | Christo och Jeanne-Claude       | Renzo Piano                      | Andrew Lloyd Webber             | Nakamura Utaemon VI             |
| 1996 | Cy Twombly                          | César Baldaccini                | Tadao Ando                       | Luciano Berio                   | Andrzej Wajda                   |
| 1997 | Gerhard Richter                     | George Segal                    | Richard Meier                    | Ravi Shankar                    | Peter Brook                     |
| 1998 | Robert Rauschenberg                 | Dani Karavan                    | Álvaro Siza                      | Sofija Gubajdulina              | Richard Attenborough            |
| 1999 | Anselm Kiefer                       | Louise Bourgeois                | Fumihiko Maki                    | Oscar Peterson                  | Pina Bausch                     |
| 2000 | Ellsworth Kelly                     | Niki de Saint Phalle            | Richard Rogers                   | Hans Werner Henze               | Stephen Sondheim                |
| 2001 | Lee Ufan                            | Marta Pan                       | Jean Nouvel                      | Ornette Coleman                 | Arthur Miller                   |
| 2002 | Sigmar Polke                        | Giuliano Vangi                  | Norman Foster                    | Dietrich Fischer-Dieskau        | Jean-Luc Godard                 |
| 2003 | Bridget Riley                       | Mario Merz                      | Rem Koolhaas                     | Claudio Abbado                  | Ken Loach                       |
| 2004 | Georg Baselitz                      | Bruce Nauman                    | Oscar Niemeyer                   | Krzysztof Penderecki            | Abbas Kiarostami                |
| 2005 | Robert Ryman                        | Issey Miyake                    | Yoshio Taniguchi                 | Martha Argerich                 | Merce Cunningham                |
| 2006 | Yayoi Kusama                        | Christian Boltanski             | Frei Otto                        | Steve Reich                     | Maja Plisetskaja                |
| 2007 | Daniel Buren                        | Tony Cragg                      | Herzog & de Meuron               | Daniel Barenboim                | Ellen Stewart                   |
| 2008 | Richard Hamilton                    | Emilia och Ilja Kabakow         | Peter Zumthor                    | Zubin Mehta                     | Sakata Tojuro                   |
| 2009 | Hiroshi Sugimoto                    | Richard Long                    | Zaha Hadid                       | Alfred Brendel                  | Tom Stoppard                    |
| 2010 | Enrico Castellani                   | Rebecca Horn                    | Toyo Ito                         | Maurizio Pollini                | Sophia Loren                    |
| 2011 | Bill Viola                          | Anish Kapoor                    | Ricardo Legorreta                | Seiji Ozawa                     | Judi Dench                      |
| 2012 | Cai Guo-Qiang                       | Cecco Bonanotte                 | Henning Larsen                   | Philip Glass                    | Yoko Morishita                  |
| 2013 | Michelangelo Pistoletti             | Antony Gormley                  | David Chipperfield               | Plácido Domingo                 | Francis Ford Coppola            |
| 2014 | Martial Raysee                      | Giuseppe Penone                 | Steven Holl                      | Arvo Pärt                       | Athol Fugard                    |
| 2015 | Tadanori Yokoo                      | Wolfgang Laib                   | Dominique Perrault               | Mitsuko Uchida                  | Sylvie Guillem                  |
| 2016 | Cindy Sherman                       | Annette Messager                | Paulo Mendes da Rocha            | Gidon Kremer                    | Martin Scorsese                 |
| 2017 | Shirin Neshat                       | El Anatsui                      | Rafael Moneo                     | Youssou N’Dour                  | Mikhail Baryshnikov             |
| 2018 | Pierre Alechinsky                   | Fujiko Nakaya                   | Christian de Portzamparc         | Riccardo Muti                   | Catherine Deneuve               |
| 2019 | William Kentridge                   | Mona Hatoum                     | Tod Williams och Billie Tsien    | Anne-Sophie Mutter              | Bando Tamasaburo                |
| 2020 | Priset inställt p.g.a. Covid-19     | Priset inställt p.g.a. Covid-19 | Priset inställt p.g.a. Covid-19  | Priset inställt p.g.a. Covid-19 | Priset inställt p.g.a. Covid-19 |
| 2021 | Sebastião Salgado                   | James Turrell                   | Glenn Murcutt                    | Yo-Yo Ma                        | Inget pris utdelat              |
| 2022 | Giulio Paolini                      | Ai Weiwei                       | Kazuyo Sejima och Ryue Nishizawa | Krystian Zimerman               | Wim Wenders                     |
| 2023 | Vija Celmins                        | Olafur Eliasson                 | Diébédo Francis Kéré             | Wynton Marsalis                 | Robert Wilson                   |
| 2024 | Sophie Calle                        | Doris Salcedo                   | Shigero Ban                      | Maria João Pires                | Ang Lee                         |